# Robert của Pháp, Bá tước xứ Clermont
Robert, Bá tước xứ Clermont (1256 – 7 tháng 2 năm 1317) là một vương tử Pháp với phong cách Prince du sang, được phong làm Bá tước xứ Clermont vào năm 1268. Ông là con trai thứ 6 và cũng là con trai út của Vua Louis IX của Pháp (Thánh Louis) và Marguerite xứ Provence.
Mặc dù ông chỉ đóng vai trò nhỏ trong suốt cuộc đời mình do bị thương ở đầu khiến ông bị tàn tật khi còn nhỏ, ông vẫn giữ một vị trí quan trọng trong triều đại với tư cách là ông tổ của Nhà Bourbon. 
Con trai trưởng của ông là Louis xứ Clermont đã thừa kế lãnh địa Bourbon của mẹ, sau được nâng lên Công tước xứ Bourbon và chính ông đã khai sinh ra Nhà Bourbon. Hậu duệ thứ 9 của Robert là Henri của Navarre đã thừa kế ngai vàng Pháp từ Vương tộc Valois đã tuyệt tự dòng nam. Nhà Bourbon đã sinh ra cho nước Pháp 8 vị quân chủ, bao gồm cả Louis-Philippe I của Pháp đến từ Nhánh Orléans. 